# Beatlemania

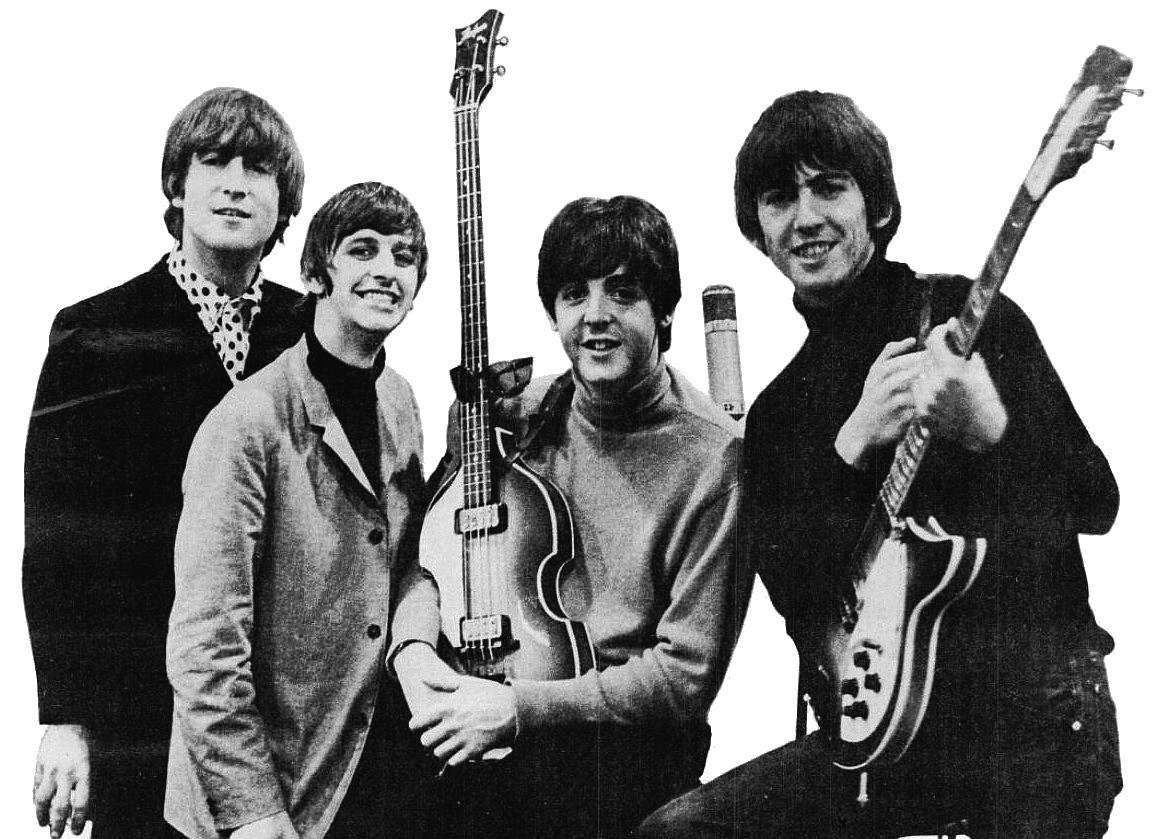
The Beatles

Beatlemania – termin powstały w latach 60. XX wieku do opisania ogromnej popularności zespołu The Beatles, szczególnie charakteryzującej się histerycznymi reakcjami nastolatek.
Beatlemania miała swój początek w Europie, do USA dotarła jeszcze przed zespołem, a to za sprawą piosenki „I Want to Hold Your Hand”. Gdy Beatlesi lądowali w Nowym Jorku 7 lutego 1964, czekała już na nich rozentuzjazmowana młodzież. W późniejszym okresie używano terminu również dla określenia licznych zespołów naśladujących styl The Beatles w swojej muzyce.